# Nihon-shiki
Il metodo Nippon-shiki detto anche Nihon-shiki (日本式?) è un metodo di romanizzazione del giapponese introdotto nel 1885 da Tanakadate Aikitsu (田中舘愛橘?). È basato su di una struttura logica (prodotto cartesiano delle consonanti iniziali e delle vocali finali), che permette una costruzione naturale dei suffissi verbali. Il metodo Nihon è considerato il sistema di romanizzazione dal giapponese più regolare, poiché mantiene la rigida forma basata sul sistema "un kana, due lettere".

## Storia
Ideato dal fisico Tanakadate Aikitsu con l'intenzione di sostituire il sistema Hepburn. L'intenzione di Tanakadate era di sostituire completamente il sistema di scrittura giapponese dei kana e dei kanji con una romanizzazione che rendesse più facile ai Giapponesi competere con i sistemi Orientali. Dato che il sistema è stato pensato per essere usato dai giapponesi nella propria lingua, è molto più regolare rispetto alla romanizzazione Hepburn, a differenza di cui, non ci sono sforzi per essere più facilmente pronunciabile dagli anglofoni.
Al Nippon-shiki è succeduto il sistema Kunrei-shiki, adottato nel 1937, dopo un dibattito politico sull'uso come lingua del governo, del Nihon-shiki o del Hepburn-shiki..

## Trascrizione dei kana
| あ ア a  | い イ i  | う ウ u  | え エ e  | お オ o  | (ya)          | (yu)          | (yo)          |
|          |          |          |          |          |               |               |               |
| か カ ka | き キ ki | く ク ku | け ケ ke | こ コ ko | きゃ キャ kya | きゅ キュ kyu | きょ キョ kyo |
| さ サ sa | し シ si | す ス su | せ セ se | そ ソ so | しゃ シャ sya | しゅ シュ syu | しょ ショ syo |
| た タ ta | ち チ ti | つ ツ tu | て テ te | と ト to | ちゃ チャ tya | ちゅ チュ tyu | ちょ チョ tyo |
| な ナ na | に ニ ni | ぬ ヌ nu | ね ネ ne | の ノ no | にゃ ニャ nya | にゅ ニュ nyu | にょ ニョ nyo |
| は ハ ha | ひ ヒ hi | ふ フ hu | へ ヘ he | ほ ホ ho | ひゃ ヒャ hya | ひゅ ヒュ hyu | ひょ ヒョ hyo |
| ま マ ma | み ミ mi | む ム mu | め メ me | も モ mo | みゃ ミャ mya | みゅ ミュ myu | みょ ミョ myo |
| や ヤ ya |          | ゆ ユ yu |          | よ ヨ yo |               |               |               |
| ら ラ ra | り リ ri | る ル ru | れ レ re | ろ ロ ro | りゃ リャ rya | りゅ リュ ryu | りょ リョ ryo |
| わ ワ wa | ゐ ヰ wi | ゑ ヱ we | を ヲ wo |          |               |               |               |
|          |          |          |          | ん ン n  |               |               |               |
|          |          |          |          |          |               |               |               |
| が ガ ga | ぎ ギ gi | ぐ グ gu | げ ゲ ge | ご ゴ go | ぎゃ ギャ gya | ぎゅ ギュ gyu | ぎょ ギョ gyo |
| ざ ザ za | じ ジ zi | ず ズ zu | ぜ ゼ ze | ぞ ゾ zo | じゃ ジャ zya | じゅ ジュ zyu | じょ ジョ zyo |
| だ ダ da | ぢ ヂ di | づ ヅ du | で デ de | ど ド do | ぢゃ ヂャ dya | ぢゅ ヂュ dyu | ぢょ ヂョ dyo |
| ば バ ba | び ビ bi | ぶ ブ bu | べ ベ be | ぼ ボ bo | びゃ ビャ bya | びゅ ビュ byu | びょ ビョ byo |
| ぱ パ pa | ぴ ピ pi | ぷ プ pu | ぺ ペ pe | ぽ ポ po | ぴゃ ピャ pya | ぴゅ ピュ pyu | ぴょ ピョ pyo |

I caratteri in rosso sono obsoleti.
I caratteri in blu sono le sillabe che hanno una trascrizione diversa da altre romanizzazioni.

## Osservazioni
- Le vocali lunghe possono essere scritte in hiragana in molti modi:
  - あ + あ = aa;
  - い + い = ii;
  - う + う = ū;
  - え + い = ei;
  - お + う = ō, ma お + お = oo. 
    - Per esempio: Tōkyō (東京?, とうきょう) e Oosaka (大阪?, おおさか)
- Le consonanti geminate indicate in hiragana con un っ sono raddoppiate.
  - Per esempio: Sapporo (札幌?, さっぽろ)
- La n sillabica (ん?) è una consonante finale. Per distinguerla dalla n iniziale dei caratteri (な, に, ぬ, ね e の), la si fa seguire da un apostrofo se necessario. 
  - Per esempio: kan'i, cioè "facile" (簡易?, かんい) e kani, ovvero "granchio" (蟹?, かに).
- Tanakadate ha introdotto il suo sistema di trascrizione nel 1885. Da allora la lingua si è evoluta. Specialmente i suoni kwa (くゎ?) e gwa (ぐゎ?) sono stati assimilati rispettivamente da ka (か?) e ga (が?). Ugualmente, i suoni wi (ゐ?) e we (ゑ?) sono spariti. D'altro canto, la trascrizione ignora le sillabe obsolete.

## Comparazione con gli altri sistemi di trascrizione
- Il metodo di trascrizione Hepburn è più fedele alla fonetica del giapponese.[senza fonte] Nella tabella precedente sono indicati in blu tutte le trascrizioni in Nihon-shiki che differiscono dall'Hepburn.
- Il sistema Kunrei può essere percepito come una versione moderna del Nihon-shiki. Il Nippon-shiki è addirittura paragonato ad una versione ristretta della norma ISO 3602 che descrive il Kunrei-shiki[senza fonte].

| Hiragana | Nihon-shiki | Kunrei | Hepburn |
| -------- | ----------- | ------ | ------- |
| し       | si          | si     | shi     |
| ち       | ti          | ti     | chi     |
| じ       | zi          | zi     | ji      |
| ぢ       | di          | zi     | ji      |
| しゃ     | sya         | sya    | sha     |
| ちゃ     | tya         | tya    | cha     |
| じゃ     | zya         | zya    | ja      |